# Shah Cheragh

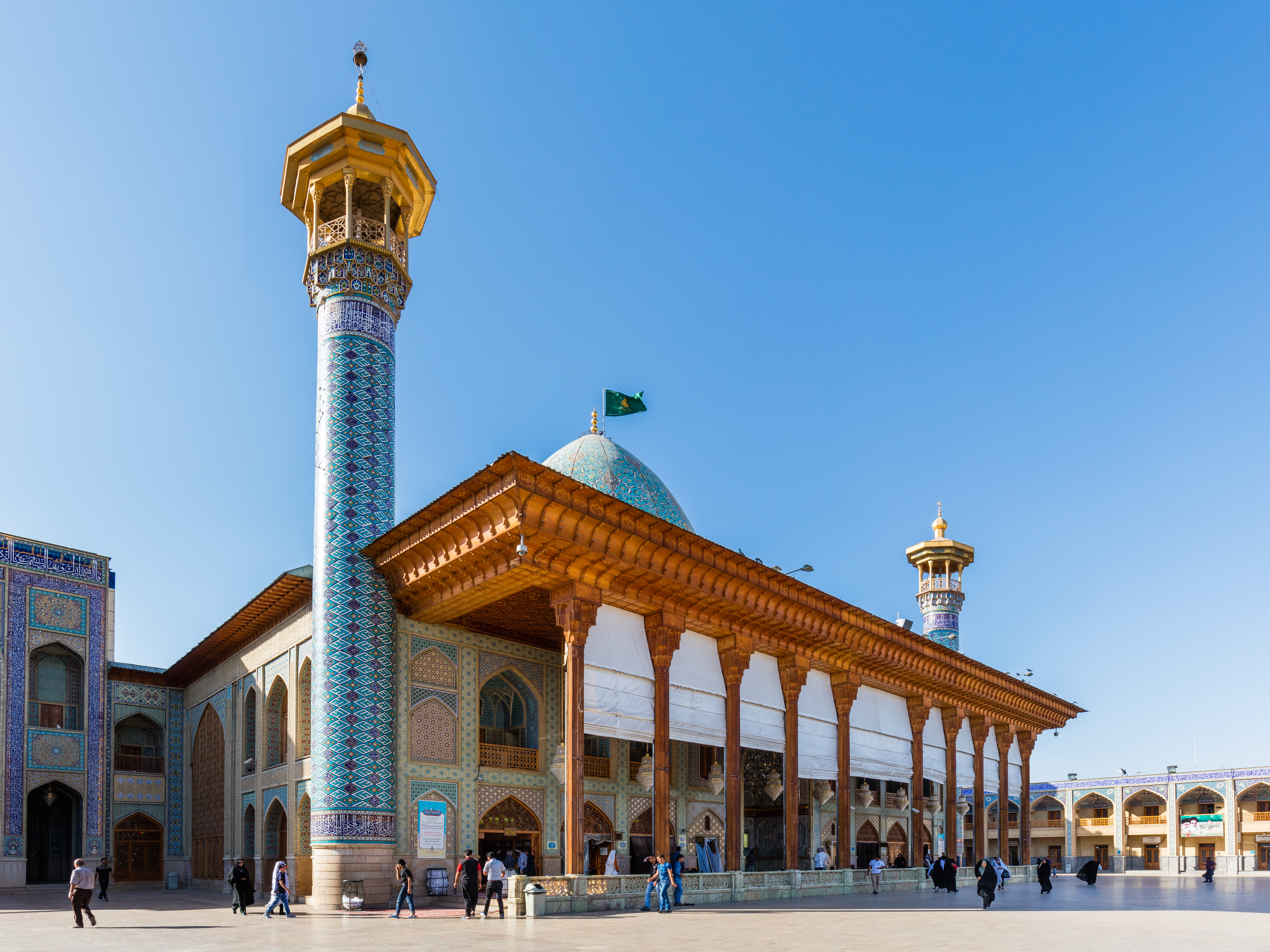
Shah Cheragh

Shāh Chérāgh (em persa: شاه چراغ) é um monumento funerário, mausoléu e mesquita em Xiraz, Irã, que abriga o túmulo dos irmãos Ahmad e Muhammad, filhos de Mūsā al-Kādhim e irmãos de 'Alī ar-Ridhā. Os dois se refugiaram na cidade durante a perseguição abássida aos muçulmanos xiitas. Shāh-é-Chérāgh é persa para "Rei da Luz".

## História
O mausoléu Shah Cheragh é o local de peregrinação mais importante da cidade de Xiraz. Os túmulos tornaram-se famosos centros de peregrinação no século XIV, quando a rainha Tashi Khatun ergueu uma mesquita e uma escola teológica nas proximidades. O local recebeu esse nome devido à natureza da descoberta do local por Ayatullah Dastghā'ib. É classificada por muitos viajantes como a mesquita mais bonita do mundo. O santuário foi popularizado no ocidente quando, em outubro de 1976, a revista Interview publicou uma sessão de fotos Firooz Zahedi de Elizabeth Taylor como matéria de capa.

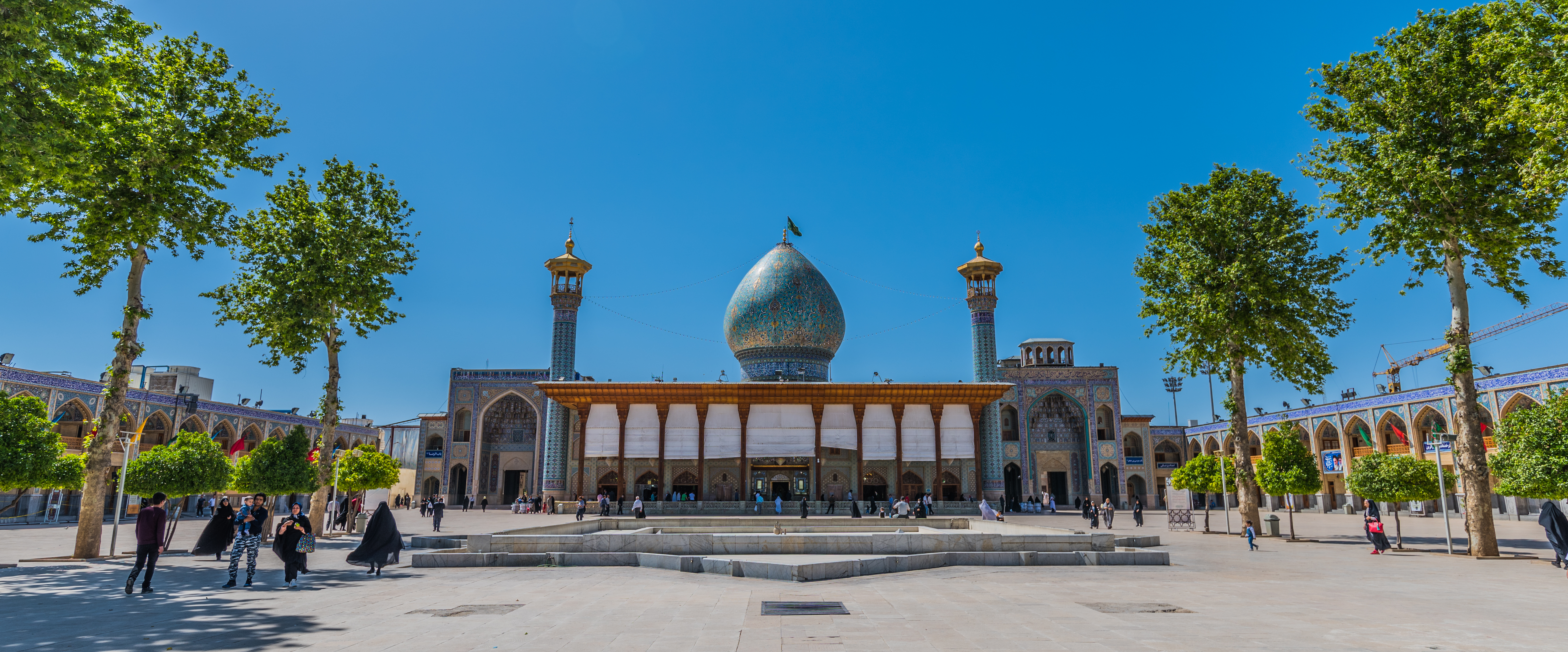
Shah Cheragh

## Atentado terrorista em 2022
Em 26 de outubro de 2022, pelo menos 15 pessoas foram mortas em um tiroteio em massa no mausoléu de Shah Cheragh. O Estado Islâmico reivindicou a responsabilidade pelo ataque.